# Myrmarachne consobrina
Myrmarachne consobrina este o specie de păianjeni din genul Myrmarachne, familia Salticidae, descrisă de Denis, 1955. Conform Catalogue of Life specia Myrmarachne consobrina nu are subspecii cunoscute.